# Liste der Naturdenkmale in Gillenfeld
Die Liste der Naturdenkmale in Gillenfeld nennt die im Gemeindegebiet von Gillenfeld ausgewiesenen Naturdenkmale (Stand 4. Juni 2024).

## Naturdenkmale
| Nr.         | Bezeichnung                      | Lage                                       | Beschreibung | Bild                                    |
| ----------- | -------------------------------- | ------------------------------------------ | --- | --------------------------------------- |
| ND-7233-188 | Linde an der Brücke über die Alf | Holzmaarstraße, bei Nr. 45 Lage            | Tilia cordata, um 1900 gepflanzt, 17,5 m hoch bei 2,0 m Brusthöhenumfang und 11 m Kronendurchmesser; zugehörige Sommerlinde (Tilia platyphyllos) abgegangen | Direkt Bild zu diesem Denkmal hochladen |
| ND-7233-202 | Zwei Hudebuchen                  | östlich des Ortes; Flur An der Rötsch Lage | Fagus sylvatica, zwei Bäume, um 1800 gekeimt | Direkt Bild zu diesem Denkmal hochladen |